# Copa Centro-Oeste 2000
La Copa Centro-Oeste 2000 è stata la 2ª edizione della Copa Centro-Oeste.

## Formula
Le otto squadre partecipanti sono suddivise in due gironi da quattro squadre ciascuno. Le prime due classificate di ciascun girone saranno ammesse alla seconda fase, che decreterà la vincitrice del torneo. Il club vincitore ottiene un posto per il turno preliminare di Copa dos Campeões 2000.

## Partecipanti
| Stato              | Squadra (Città)                   |
| ------------------ | --------------------------------- |
| Distretto Federale | Dom Pedro (Núcleo Bandeirante)    |
| Espírito Santo     | São Mateus (São Mateus)           |
| Goiás              | Anapolina (Anápolis)              |
| Goiás              | Goiás (Goiânia)                   |
| Goiás              | Vila Nova (Goiânia)               |
| Mato Grosso        | Juventude-MT (Primavera do Leste) |
| Mato Grosso do Sul | Ubiratan (Dourados)               |
| Tocantins          | Interporto (Porto Nacional)       |

## Risultati

### Fase a gironi

#### Gruppo A
|  | Pos. | Squadra   | Pt | G | V | N | P | GF | GS | DR  |
|  | ---- | --------- | -- | - | - | - | - | -- | -- | --- |
|  | 1.   | Goiás     | 14 | 6 | 4 | 2 | 0 | 15 | 2  | +13 |
|  | 2.   | Vila Nova | 12 | 6 | 3 | 3 | 0 | 12 | 4  | +8  |
|  | 3.   | Dom Pedro | 4  | 6 | 1 | 1 | 4 | 3  | 14 | -11 |
|  | 4.   | Anapolina | 3  | 6 | 1 | 0 | 5 | 4  | 14 | -10 |

Legenda:
      Ammessa alla fase finale.
Note:
Tre punti a vittoria, uno a pareggio, zero a sconfitta.

#### Gruppo B
|  | Pos. | Squadra      | Pt | G | V | N | P | GF | GS | DR |
|  | ---- | ------------ | -- | - | - | - | - | -- | -- | -- |
|  | 1.   | São Mateus   | 10 | 6 | 3 | 1 | 2 | 7  | 4  | +3 |
|  | 2.   | Juventude-MT | 10 | 6 | 2 | 3 | 1 | 8  | 8  | 0  |
|  | 3.   | Ubiratan     | 9  | 6 | 2 | 3 | 1 | 9  | 10 | -1 |
|  | 4.   | Interporto   | 4  | 6 | 1 | 1 | 4 | 8  | 10 | -2 |

Legenda:
      Ammessa alla fase finale.
Note:
Tre punti a vittoria, uno a pareggio, zero a sconfitta.

### Fase finale

#### Semifinali
| Squadra 1  | Totale | Squadra 2    | Andata | Ritorno |
| ---------- | ------ | ------------ | ------ | ------- |
| São Mateus | 2 – 2  | Vila Nova    | 1 - 1  | 1 - 1   |
| Goiás      | 3 – 1  | Juventude-MT | 1 - 0  | 2 - 1   |

#### Finale
| Squadra 1 | Totale | Squadra 2 | Andata | Ritorno |
| --------- | ------ | --------- | ------ | ------- |
| Vila Nova | 2 – 8  | Goiás     | 1 - 3  | 1 - 5   |